# Jan Willem Gunning

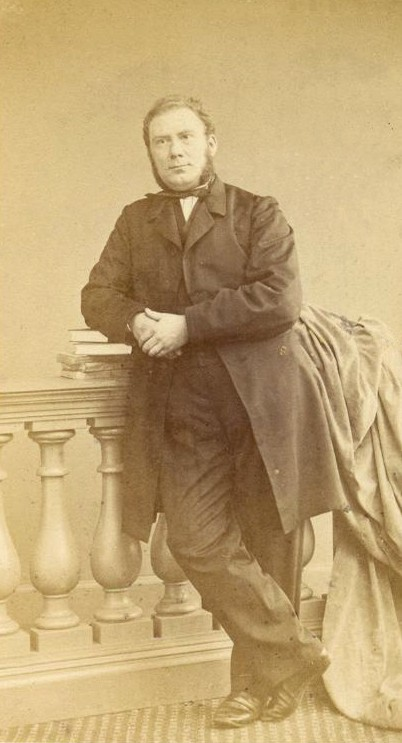
Jan Willem Gunning

Jan Willem Gunning (* 22. September 1827 in Vlaardingen; † 7. Januar 1900 in Laag-Keppel) war ein niederländischer Chemiker. Er wirkte ab 1865 als Professor am Athenaeum Illustre in Amsterdam sowie ab 1877 an dessen Nachfolgeinstitution, der Universität von Amsterdam, und widmete sich insbesondere Untersuchungen zur Gewinnung und Analyse verschiedener Zuckerarten.

## Leben
Jan Willem Gunning wurde 1827 in Vlaardingen geboren und studierte ab 1845 zunächst Medizin und später Chemie an der Universität Utrecht, wo er ab 1849 als Assistent sowie nach seiner Promotion am 20. Juni 1853 als Lektor fungierte. Fünf Jahre später wurde er Dozent an der Technischen Schule in Utrecht. Zu seinen Schülern zählte hier unter anderem Wilhelm Conrad Röntgen, der zeitweise auch in Gunnings Haus wohnte.
1862 folgte die Ernennung zum Rijksadviseur für naturwissenschaftliche Probleme. Ab April 1865 war er Professor für Arzneimittellehre am Athenaeum Illustre in Amsterdam, aus dem 1877 die Universität von Amsterdam entstand, an der er mit der Gründung zum ordentlichen Professor für Chemie berufen wurde.
Jan Willem Gunning war ab 1858 verheiratet sowie Vater von zwei Söhnen und drei Töchtern. Er starb 1900 in Laag-Keppel.

## Wissenschaftliches Wirken
Das wissenschaftliche Interesse von Jan Willem Gunning, der ab 1875 Mitglied der Königlich-Niederländischen Akademie der Wissenschaften war, betraf insbesondere Studien über verschiedene Zuckerarten, ihre Gewinnung sowie Methoden zu ihrer qualitativen und quantitativen Bestimmung. Darüber hinaus beschäftigte er sich mit der Wasseranalyse für Fragestellungen der öffentlichen Hygiene.

## Werke (Auswahl)
- Wat men uit zeewater maken kan. Haarlem 1857
- Leerboek der Scheikunde. Schoonhoven 1858–1864
- De Beginselen der algemeene Scheikunde. Schoonhoven 1873–1879
- Saccharimetrie en suikerbelasting. Amsterdam 1875